# Enxaneta

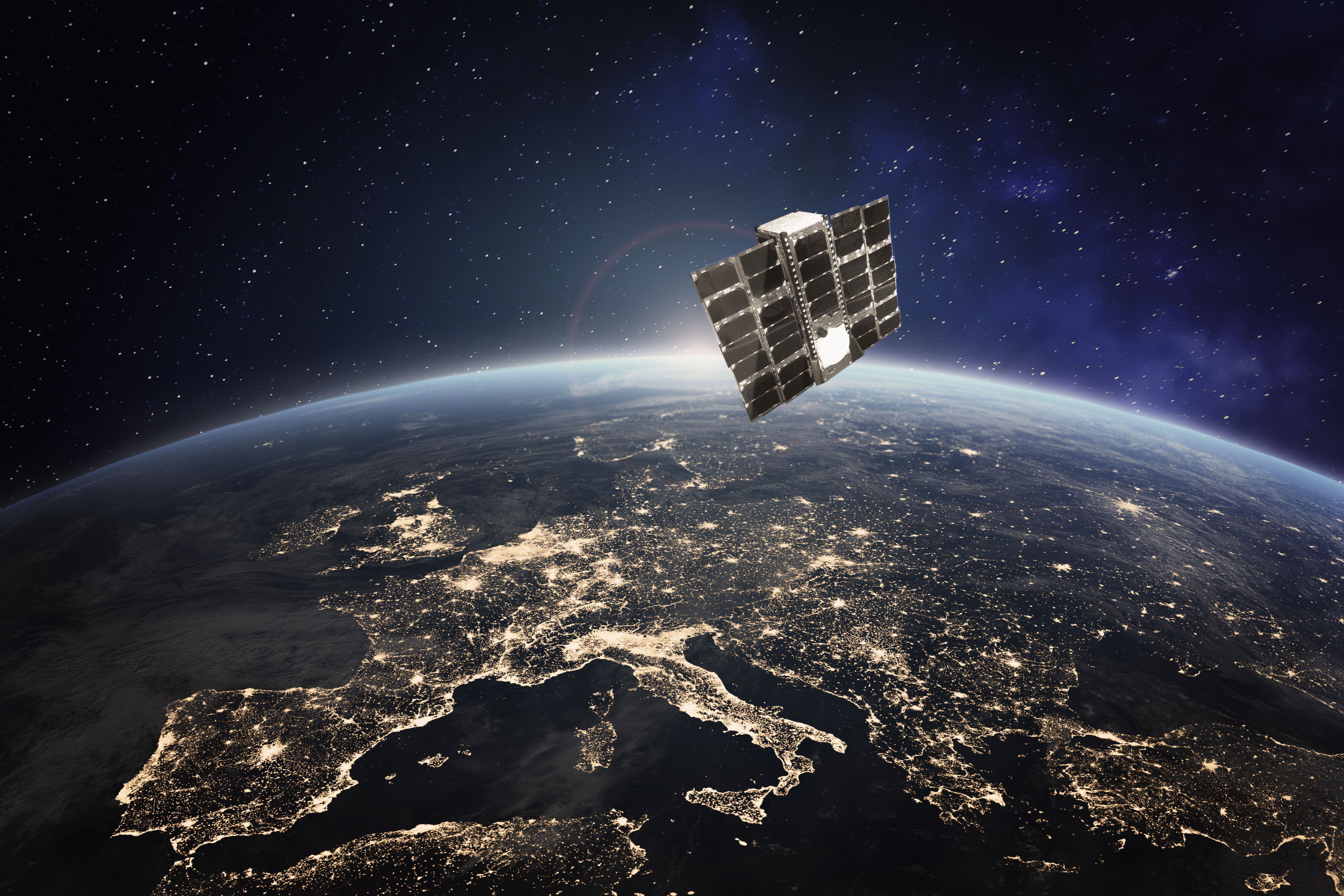
Render por ordenador del nanosatélite de comunicaciones IoT Enxaneta durante su estancia en el espacio.

El Enxaneta es un nanosatélite artificial español propiedad de SATELIO IOT SERVICES S.L., desarrollado y operado por Open Cosmos Ltd, cuyos datos son usados por el Instituto de Estudios Espaciales de Cataluña para mejorar el despliegue de servicios de conectividad internacional del internet de las cosas (5G) en Cataluña (España). Fue lanzado el 22 de marzo de 2021 desde el cosmódromo de Baikonur, en Kazajistán. Su nombre oficial es 3B5GSAT. 
Su nombre se eligió en el informativo infantil del canal Super3, InfoK, por votación de 10.000 niños. Una vez en órbita, a unos 550 kilómetros de altitud, permitirá la comunicación y la obtención de datos de sensores ubicados en Cataluña, incluyendo zonas de difícil acceso o sin cobertura. Permitirá monitorizar el caudal de ríos y reservas de agua, hacer un seguimiento de la fauna salvaje y protegerla, recibir datos de estaciones meteorológicas en lugares remotos, así como supervisar los rebaños y cultivos para detectar dolencias y definir estrategias más eficientes. Es el primer nanosatélite de la Generalidad de Cataluña que ha llegado al espacio.
Con un peso de cuatro kilos, despegó a bordo del cohete ruso Soyuz 2, junto con otros 37 nanosatélites atmosféricos y de telecomunicaciones. Es un CubeSat de 3 unidades que orbita aproximadamente a 7,6 km/s y tarda unos 92 minutos en dar una vuelta completa a la Tierra, sobrevolando Cataluña dos veces al día.  La tecnología CubeSat es un estándar internacional que permite construir satélites acoplando cubos de una medida estandarizada.
El Enxaneta forma parte del proyecto NewSpace basado en el uso de satélites de pequeñas dimensiones que orbiten la Tierra a baja altura para mejorar los servicios de la Generalidad de Cataluña y de diferentes sectores productivos. En 2021, el ecosistema New Space en Cataluña estaba formado por treinta empresas emergentes, trece centros de investigación e innovación, y una incubadora de negocios de la Agencia Espacial Europea (ESA Business Incubation Centre en Barcelona). El nanosatélite fue desarrollado por las empresas catalanas Open Cosmos y Sateliot, mediante un contrato licitado por el Instituto de Estudios Espaciales de Cataluña.